# Sankt Anna am Aigen

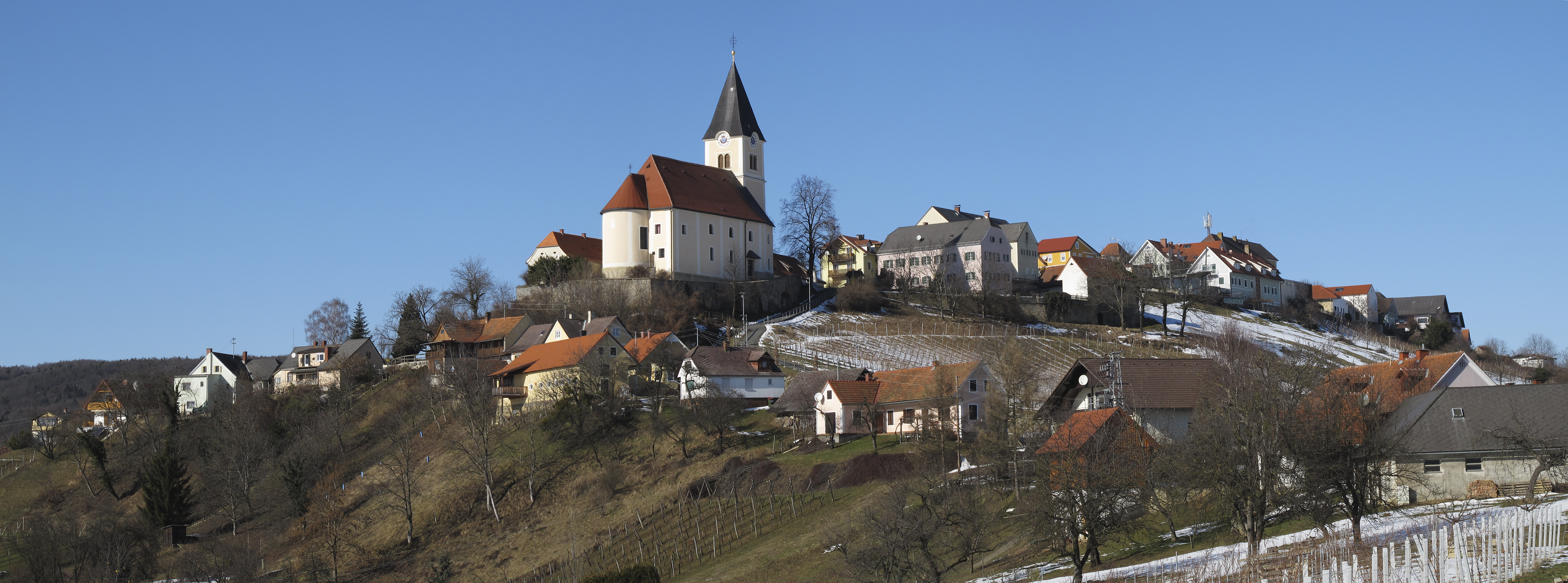
Blick auf den Ort Sankt Anna am Aigen von Südosten

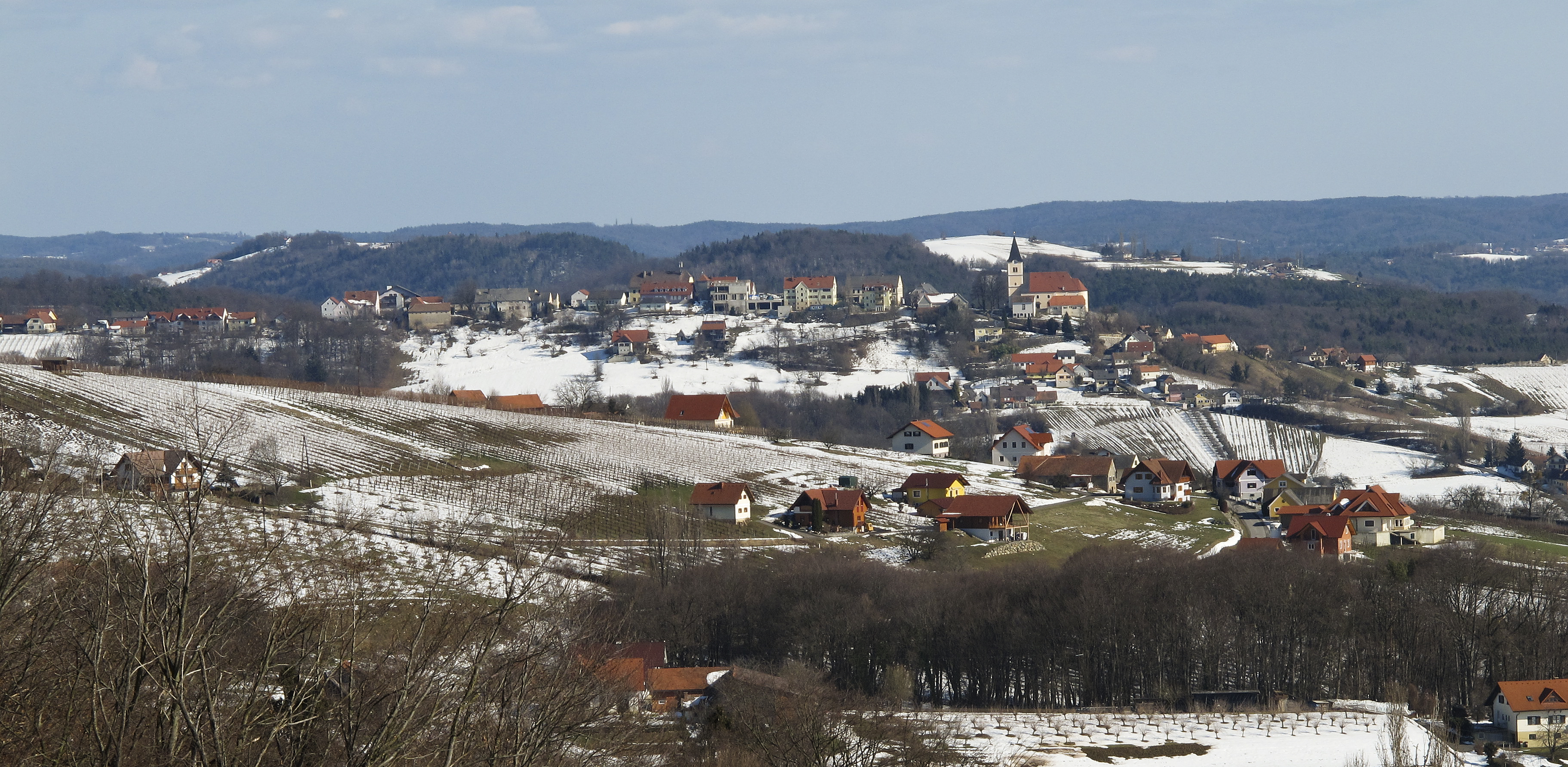
Blick auf den Ort Sankt Anna am Aigen von Westen

Sankt Anna am Aigen ist eine Marktgemeinde mit 2375 Einwohnern (Stand 1. Jänner 2024) im Südosten der Steiermark im Bezirk Südoststeiermark.

## Geografie

### Geografische Lage
Sankt Anna am Aigen liegt circa 70 km südöstlich von Graz, etwa 25 km südöstlich der Bezirkshauptstadt Feldbach und etwa 16 km nördlich von der Stadt Bad Radkersburg entfernt im Oststeirischen Hügel- und Riedelland.

### Naturraum und Geologie
Riedel und Täler des Hügellands verlaufen zumeist in nord-südlicher Richtung. Auf einem erhöhten Riedel liegt das Ortszentrum von Sankt Anna am Aigen auf gut 400 m ü. A. Das Gelände ist stark reliefiert und weist entsprechend große Höhenunterschiede auf. Der tiefste Punkt der Gemeinde, nahe der Grenze zum Burgenland, liegt auf 252 m ü. A.; der höchste Punkt, der vulkanische Stradner Kogel, erreicht 609 m ü. A.
Der geologische Untergrund ist vielgestaltig. Auf engem Raum wechseln hier die geologischen Formationen. Die ältesten anstehenden Gesteine sind paläozoische Phyllite; Sankt Anna am Aigen besitzt damit ein Fenster in das Grundgebirge, das unter den neogenen Sedimenten liegt. Die unterste Stufe der neogenen Sedimente, die sämtlich im Meer bzw. am Meeresrand entstanden, bilden Kalke aus dem Untersarmat, die als Serpulakalke bekannt sind. Sie sind bei Klapping zu sehen. Darüber folgt eine Einheit aus Kiesen und Feinsanden, die u. a. am Friedhof von Sankt Anna angeschnitten ist. Die oberste Lage wird von Sanden gebildet, in die Kalkbänke zwischengeschaltet sind. Diese Einheit wird dem Obersarmat zugerechnet. Der Stradner Kogel im Nordwesten der Gemarkung ist eine der vulkanischen Bildungen in der Südoststeiermark, die vor rund 2 Millionen Jahren entstanden. Ein ausgedehnter Lavastrom hat hier eine Decke aus Nephelinit-Basalt hinterlassen. Von Norden nach Süden ist die Basaltmasse von Hochstraden 8 km lang und 2 km breit. Die Nephelinitdecke erreicht eine Mächtigkeit von 80 Metern und mehr. Der Basalt von Hochstraden gilt als einer der härtesten in Österreich. Der Steinbruch ist außerdem als reichhaltiger Fundort für viele Minerale bekannt.
Sowohl der Basalt, der Basaltschutt als auch die kalkigen Horizonte eignen sich hervorragend für den Weinbau.

### Gemeindegliederung
Das Gemeindegebiet umfasst zehn Ortschaften (in Klammern Einwohnerzahl, Stand 1. Jänner 2024):
- Aigen (418)
- Frutten (207)
- Gießelsdorf (256)
- Hochstraden (138)
- Jamm (353)
- Klapping (108)
- Plesch (370)
- Risola (84)
- Sichauf (134)
- Waltra (307)

Die Gemeinde besteht aus neun Katastralgemeinden (Fläche Stand 31. Dezember 2023):
- Aigen (376,59 ha)
- Frutten (406,78 ha)
- Gießelsdorf (359,05 ha)
- Hochstraden (323,54 ha)
- Jamm (614,45 ha)
- Klapping (179,75 ha)
- Plesch (447,68 ha)
- Risola (157,41 ha)
- Waltra (399,98 ha)

### Eingemeindungen
- Auf Anordnung der Steiermärkischen Landesregierung entstand im Jahr 1948 durch Zusammenlegung der ehemals selbständigen Gemeinden Aigen, Plesch, Risola und Klapping die Gemeinde „Sankt Anna am Aigen“. Die einzelnen Bürgermeister wehrten sich vor allem aufgrund der drohenden Steuerverluste gegen die Zentralisierung, mussten aber schließlich den Beschluss zur Kenntnis nehmen.[9]
- Mit Beschluss der Steiermärkischen Landesregierung vom 15. Oktober 1952 wurde die Gemeinde Sankt Anna am Aigen zur Marktgemeinde erhoben und das Gemeindewappen verliehen. Landeshauptmann Josef Krainer senior nahm am feierlichen Festakt der Gemeinde als Ehrengast teil.[9]
- Im Jahr 1969 wurden auf Anordnung der Steiermärkischen Landesregierung weitere Gemeindezusammenlegungen vollzogen. Die vordem selbständigen Gemeinden Waltra und Jamm wurden aufgelöst und bei der Marktgemeinde Sankt Anna am Aigen eingemeindet.[9]
- Mit 1. Jänner 2015 ist die Gemeinde Sankt Anna am Aigen auf Anordnung der Steiermärkischen Landesregierung durch die Eingemeindung der zuvor selbständigen Gemeinde Frutten-Gießelsdorf neuerlich gewachsen.[10]

### Nachbargemeinden
| Bad Gleichenberg | Kapfenstein                                 | Neuhaus am Klausenbach Bez. Jennersdorf (Burgenland) |
|                  | Kompassrose, die auf Nachbargemeinden zeigt | Rogašovci (Slowenien)                                |
| Straden          | Tieschen                                    | Klöch                                                |

## Einwohnerentwicklung
| Sankt Anna am Aigen: Einwohnerzahlen von 1869 bis 2024 | Sankt Anna am Aigen: Einwohnerzahlen von 1869 bis 2024 | Sankt Anna am Aigen: Einwohnerzahlen von 1869 bis 2024 | Sankt Anna am Aigen: Einwohnerzahlen von 1869 bis 2024 | Sankt Anna am Aigen: Einwohnerzahlen von 1869 bis 2024 |
| ------------------------------------------------------ | ------------------------------------------------------ | ------------------------------------------------------ | ------------------------------------------------------ | ------------------------------------------------------ |
| Jahr                                                   |                                                        |                                                        |                                                        | Einwohner                                              |
| 1869                                                   | 1869                                                   |                                                        | 2.935                                                  | 2.935                                                  |
| 1880                                                   | 1880                                                   |                                                        | 3.016                                                  | 3.016                                                  |
| 1890                                                   | 1890                                                   |                                                        | 3.130                                                  | 3.130                                                  |
| 1900                                                   | 1900                                                   |                                                        | 3.075                                                  | 3.075                                                  |
| 1910                                                   | 1910                                                   |                                                        | 3.191                                                  | 3.191                                                  |
| 1923                                                   | 1923                                                   |                                                        | 3.041                                                  | 3.041                                                  |
| 1934                                                   | 1934                                                   |                                                        | 3.056                                                  | 3.056                                                  |
| 1939                                                   | 1939                                                   |                                                        | 2.905                                                  | 2.905                                                  |
| 1951                                                   | 1951                                                   |                                                        | 2.903                                                  | 2.903                                                  |
| 1961                                                   | 1961                                                   |                                                        | 2.809                                                  | 2.809                                                  |
| 1971                                                   | 1971                                                   |                                                        | 2.787                                                  | 2.787                                                  |
| 1981                                                   | 1981                                                   |                                                        | 2.731                                                  | 2.731                                                  |
| 1991                                                   | 1991                                                   |                                                        | 2.621                                                  | 2.621                                                  |
| 2001                                                   | 2001                                                   |                                                        | 2.564                                                  | 2.564                                                  |
| 2011                                                   | 2011                                                   |                                                        | 2.403                                                  | 2.403                                                  |
| 2021                                                   | 2021                                                   |                                                        | 2.364                                                  | 2.364                                                  |
| 2024                                                   | 2024                                                   |                                                        | 2.375                                                  | 2.375                                                  |
| Quelle(n): Statistik Austria, Gebietsstand 1.1.2021    |                                                        |                                                        |                                                        |                                                        |

## Kultur und Sehenswürdigkeiten

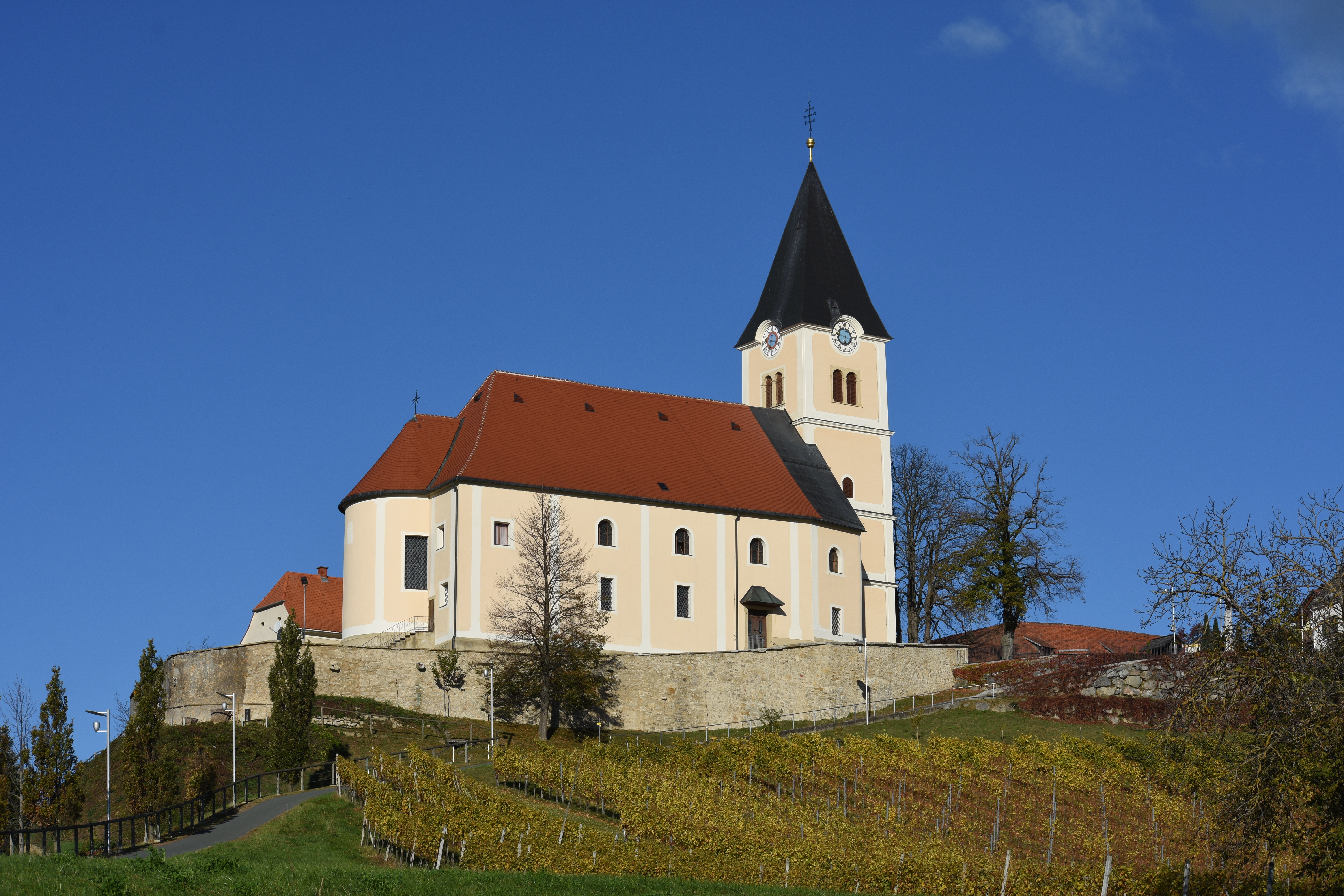
Pfarrkirche Sankt Anna am Aigen

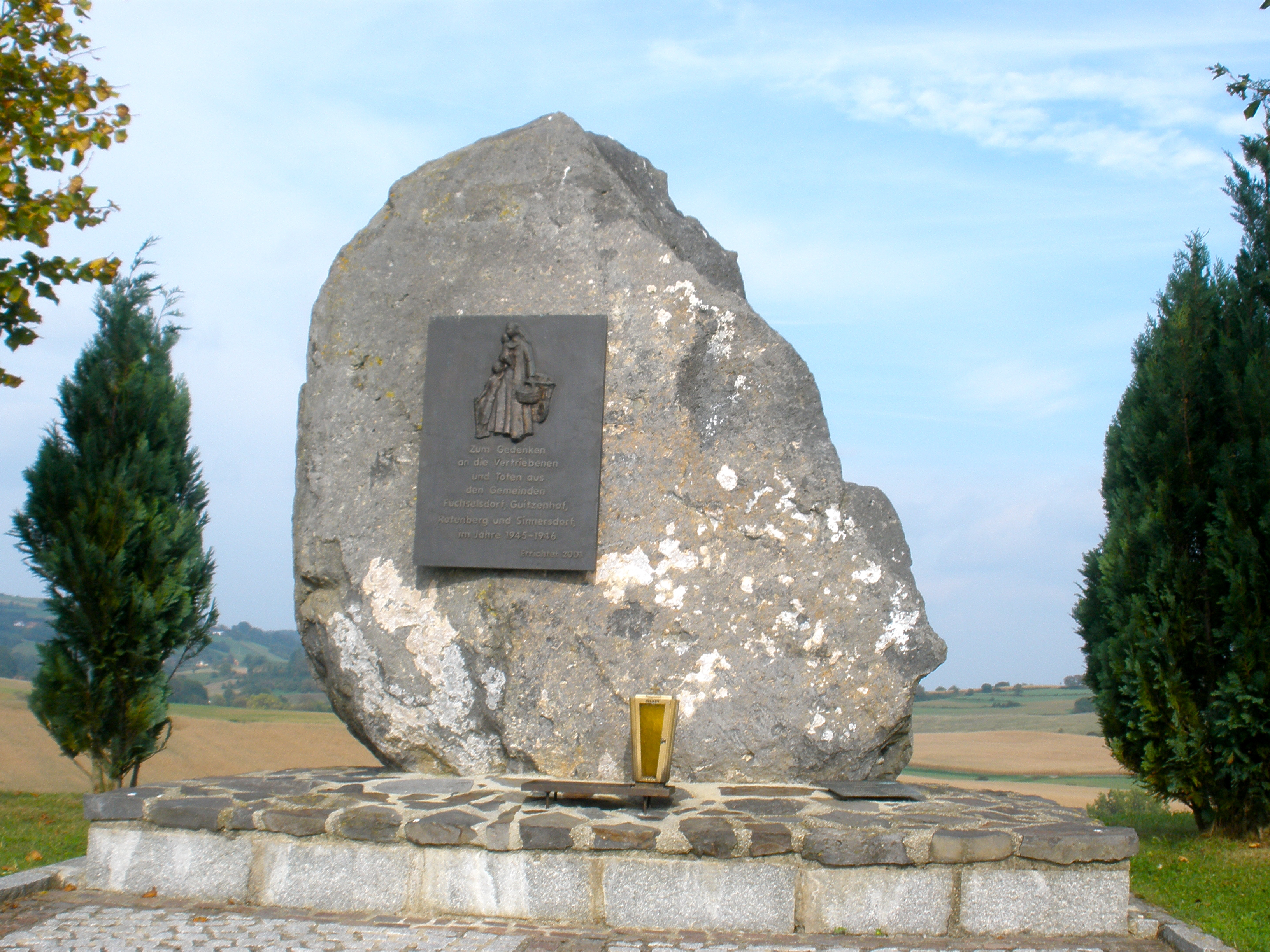
Gedenkstein in Sankt Anna am Aigen für die Vertriebenen und Toten der Gemeinden Fuchelsdorf, Guitzenhof, Rotenberg und Sinnersdorf in den Jahren 1945/1946

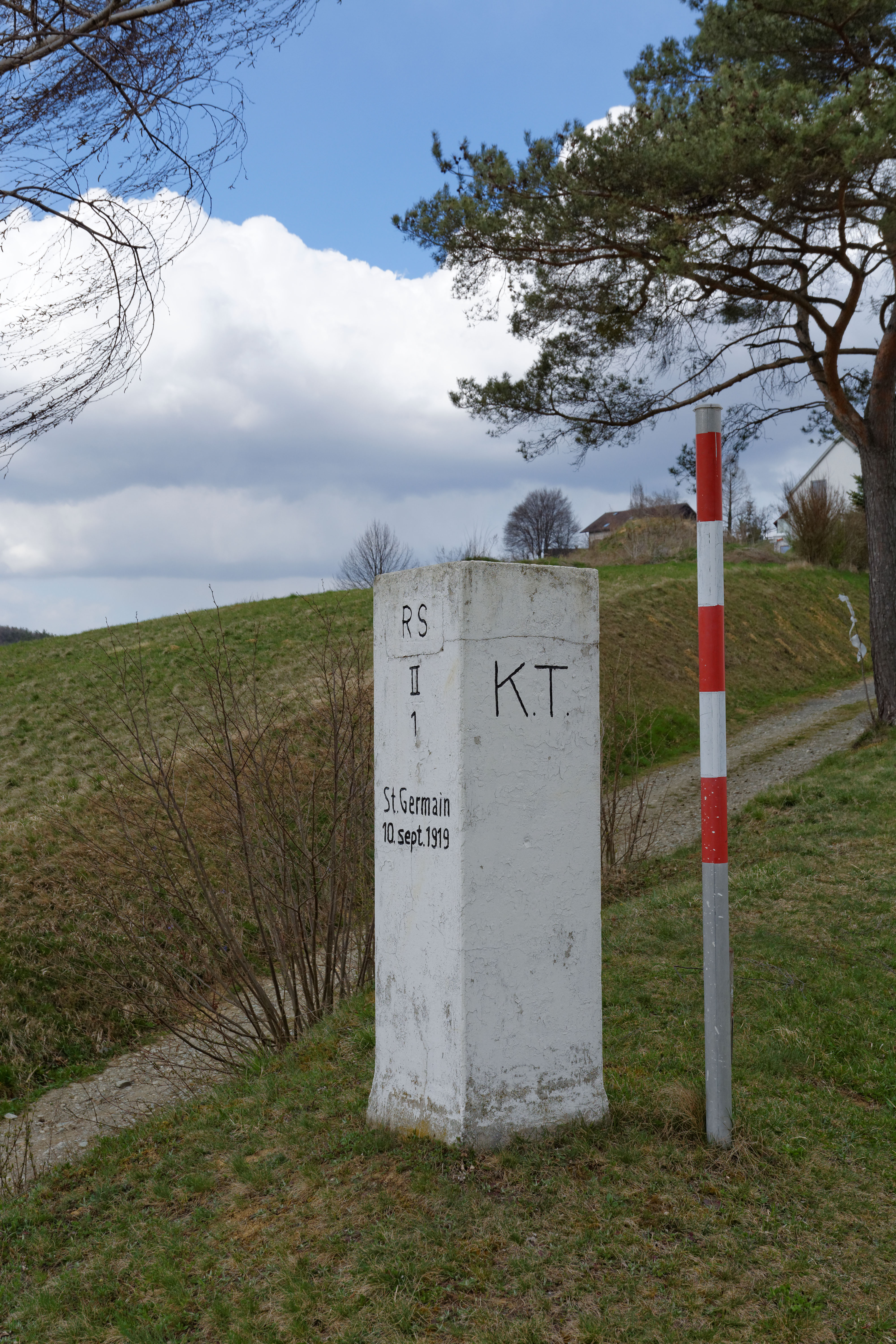
Dreiländerstein Steiermark-Burgenland-Slowenien in Sichauf

- Katholische Pfarrkirche Sankt Anna am Aigen hl. Anna mit der Figurengruppe Anna Maria lesen lehrend von Veit Königer.
- Dreiländerecke mit Maria-Theresien-Stein bei Sichauf (historische Grenzmarke)
- Themenweg Alte Grenze zu weiteren theresianischen Steinen
- Das Mahnmal für den Frieden erinnert an ein Lager, in dem hauptsächlich ungarisch-jüdische Zwangsarbeiter zum Bau des Südostwalls interniert waren.
- Sankt  Anna liegt am Ostösterreichischen Grenzlandweg.

## Wirtschaft und Infrastruktur

### Wirtschaftssektoren
Die folgende Tabelle zeigt die Entwicklung der Anzahl der Betriebe und der Beschäftigten in den Wirtschaftssektoren:
| Wirtschaftssektor            | Anzahl Betriebe | Anzahl Betriebe | Anzahl Betriebe | Erwerbstätige | Erwerbstätige | Erwerbstätige |
| Wirtschaftssektor            | 2021            | 2011            | 2001            | 2021          | 2011          | 2001          |
| ---------------------------- | --------------- | --------------- | --------------- | ------------- | ------------- | ------------- |
| Land- und Forstwirtschaft 1) | 139             | -               | -               | 144           | 163           | 163           |
| Produktion                   | 31              | 22              | 14              | 163           | 138           | 88            |
| Dienstleistung               | 91              | 84              | 38              | 266           | 221           | 167           |

1) Betriebe mit Fläche in den Jahren 2010 und 1999, Arbeitsstätten im Jahr 2021

### Bildung
In Sankt Anna am Aigen befinden sich neben einer Kinderkrippe, einem Kindergarten und einer Volksschule auch eine Mittelschule.

## Politik

### Gemeinderat
Der Gemeinderat hat 15 Mitglieder.
- Nach den Gemeinderatswahlen in der Steiermark 2005 hatte der Gemeinderat folgende Verteilung: 9 ÖVP, 5 FPÖ und 1 SPÖ.
- Nach den Gemeinderatswahlen in der Steiermark 2010 hatte der Gemeinderat folgende Verteilung: 12 ÖVP, 2 FPÖ und 1 SPÖ (bis 2010 ohne Frutten-Gießelsdorf).
- Nach den Gemeinderatswahlen in der Steiermark 2015 hatte der Gemeinderat folgende Verteilung: 12 ÖVP, 2 FPÖ und 1 SPÖ.[16]
- Nach den Gemeinderatswahlen in der Steiermark 2020 hatte der Gemeinderat folgende Verteilung: 12 ÖVP, 2 FPÖ und 1 Grüne.[17]
- Nach den Gemeinderatswahlen in der Steiermark 2025 hat der Gemeinderat folgende Verteilung: 10 ÖVP und 5 FPÖ.[18]

### Bürgermeister
- bis 2009 Josef Weinhandl (ÖVP)
- seit 2009 Johannes Weidinger (ÖVP)

### Wappen und Flagge
Die Verleihung des Gemeindewappens erfolgte mit Wirkung vom 15. Oktober 1952. Wegen der Gemeindezusammenlegung verlor das Wappen mit 1. Jänner 2015 seine offizielle Gültigkeit. Die Wiederverleihung erfolgte mit Wirkung vom 1. Dezember 2015.

Die Blasonierung lautet:
„Im blauen Schild ein aufgerichteter, silberner Steinbock, der in seinen Vorderläufen ein goldenes Patriarchenkreuz vor sich hält.“
Die Gemeindeflagge hat zwei Streifen in den Farben Weiß-Blau mit dem Wappen.

## Persönlichkeiten

### Ehrenbürger der Gemeinde
- 1982: Josef Krainer junior (1930–2016), Landeshauptmann
- 2024: Franz Lackner (* 1956), Erzbischof von Salzburg[21]
- Josef Greiner (1931–2018), Pfarrer von Sankt Anna am Aigen 1967–2002

### Söhne und Töchter der Gemeinde
- Leopold Schuster (1842–1927), Fürstbischof
- Andreas Franz Frühwirth (1845–1933), Kardinal
- Anton Lippe (1905–1974), Domkapellmeister

### Mit der Gemeinde verbundene Persönlichkeiten
- Walburga Beutl (* 1946), Politikerin (ÖVP)
- Franz Lackner (* 1956), Erzbischof von Salzburg